# Artère marginale du côlon
L'artère marginale du côlon (ou artère juxtacolique ou arcade marginale du côlon ou arcade marginale de Drummond) est une artère systémique de l'abdomen qui vascularise le côlon.

## Origine
L'artère marginale du côlon est formée par l'anastomose entre l'artère mésentérique inférieure via l'artère colique gauche et l'artère mésentérique supérieure via une de ses artères collatérales :iléocolique ou colique droite ou colique moyenne.

## Trajet
L'artère marginale du côlon forme une arcade dans le mésentère, le long du bord mésentérique du côlon entre l’angle iléo-cæcal et l'angle colique gauche. Elle connecte les artères iléocolique, colique droite, colique moyenne et colique gauche.
Le long de son trajet des artères droites pénètrent la paroi colique pour vasculariser le côlon ascendant, le côlon transverse et le côlon descendant.

## Variations anatomiques
L'artère marginale du côlon peut être rarement absente. Elle peut également présenter une discontinuité en particulier au niveau du colon transverse.

## Aspect clinique
En cas d'hémicolectomie gauche, elle peut suppléer la ligature de l'artère mésentérique inférieure.